# Arcadia (Zeitschrift)
Arcadia (Eigenschreibweise arcadia) ist eine internationale Fachzeitschrift für Komparatistik. Sie selbst bezeichnet sich aktuell als „International Journal of Literary Culture / Internationale Zeitschrift für literarische Kultur“. Sie wurde als erste deutsche Fachzeitschrift für vergleichende Literaturwissenschaft von Horst Rüdiger begründet und erscheint derzeit halbjährlich.

## Inhaltliche Ausrichtung
Arcadia befasst sich mit Literaturen und Künsten aus der ganzen Welt. Ziel der Fachzeitschrift ist es, insoweit moderne Theorien und Methoden zu diskutieren. Bei den Autoren, die in arcadia publizieren, handelt es sich überwiegend um deutschsprachige und internationale Literaturwissenschaftler. In arcadia werden die Beiträge in deutscher, englischer und französischer Sprache veröffentlicht. Die Themen reichen über die Literaturen einzelner Nationen oder ethnischer Gruppen hinaus. Interkulturelle und interdisziplinäre Beziehungen der Literatur stehen im Vordergrund. Die meisten Hefte befassen sich mit einem Themenschwerpunkt. Arcadia dient auch der Veröffentlichung von Buchrezensionen zu literarischen Untersuchungen.

## Herausgeber und Verlag
Horst Rüdiger war der Begründer und langjährige Herausgeber der Zeitschrift arcadia. Rüdiger war ordentlicher Professor für vergleichende Literaturwissenschaft an der Rheinischen Friedrich-Wilhelms-Universität Bonn. In der Öffentlichkeit wurde er bekannt als Übersetzer antiker Dichtung und Publizist für die Wochenzeitung Die Zeit. Er rief die Zeitschrift arcadia im Winter 1965/1966 ins Leben. Sie erschien zunächst mit dem Untertitel „Zeitschrift für vergleichende Literaturwissenschaft“.
Arcadia wird seit der ersten Ausgabe bei De Gruyter verlegt. Nach dem Tod Rüdigers wurde die Zeitschrift ab 1985 zunächst von Erwin Koppen fortgeführt, dann ab 1992 gemeinsam von Maria Moog-Grünewald und Jürgen Wertheimer, später von John Neubauer gemeinsam mit Wertheimer. Es erscheinen jährlich zwei Hefte im Umfang von etwa 450 Seiten. Diese werden in einer Auflage von jeweils 1000 Exemplaren im Offset-Druck hergestellt. Herausgegeben wird die Zeitschrift derzeit von Vivian Liska und Vladimir Biti.